# Río Tinguiririca
El río Tinguiririca es un río de Chile ubicado en la Región del Libertador General Bernardo O'Higgins y afluente sur del río Rapel. Sus aguas riegan el denominado Valle de Colchagua, zona de producción agrícola, sobre todo de vino (producido bajo la denominación de origen "Valle de Colchagua").
El río pertenece a la cuenca del río Rapel.

## Trayecto
El río nace en la Cordillera de los Andes en el glaciar oriental del volcán Tinguiririca, que más hacia el sur se junta con el Río Las Damas (también llamado río Palacios). El río dobla hacia el oeste en la quebrada Lo Herrera y cruza la localidad de Termas del Flaco, también llamadas "de Tinguiririca". El río Tinguiririca desde su formación toma rumbo noroeste por 56 km, hasta las proximidades de la ciudad de San Fernando, recibiendo en este tramo a la altura de la localidad de Puente Negro a los afluentes Clarillo y Claro.
Ya en la Depresión Intermedia, a pocos kilómetros de la ciudad de Santa Cruz, se le une el estero Chimbarongo. A partir de ahí  serpentea formando su propio valle, que es ancho y regado, en medio de la Cordillera de la Costa, hasta terminar uniéndose al Cachapoal, en el Lago Rapel, que es un embalse artificial.
Las localidades ribereñas o inmediatas al río son, desde su nacimiento a su desemboca: Termas del Flaco, Bajo Lo Bravo, Trompetilla, La Rufina, Puente Negro, Tinguiririca, Placilla, Nancagua, Palmilla, Calleuque, El Toco y Marchigüe.

## Caudal y régimen
La cuenca inferior del río Tinguiririca (estación Los Olmos) tiene un régimen pluvial al contrario de la cuenca superior (estación Bajo Briones) que tiene un régimen nival.: 21 

Curvas de variación estacional
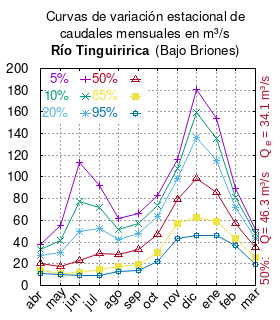
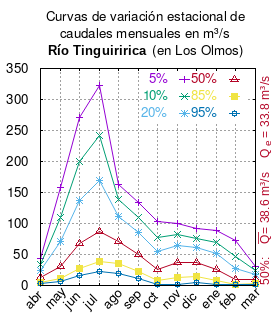

El caudal del río (en un lugar fijo) varía en el tiempo, por lo que existen varias formas de representarlo. Una de ellas son las curvas de variación estacional que, tras largos periodos de mediciones, predicen estadísticamente el caudal mínimo que lleva el río con una probabilidad dada, llamada probabilidad de excedencia. La curva de color rojo ocre (con {\displaystyle {\color {Red}\vartriangle }}) muestra los caudales mensuales con probabilidad de excedencia de un 50%. Esto quiere decir que ese mes se han medido igual cantidad de caudales mayores que caudales menores a esa cantidad. Eso es la mediana (estadística), que se denota Qe, de la serie de caudales de ese mes. La media (estadística) es el promedio matemático de los caudales de ese mes y se denota {\displaystyle {\overline {Q}}}. 
Una vez calculados para cada mes, ambos valores son calculados para todo el año y pueden ser leídos en la columna vertical al lado derecho del diagrama. El significado de la probabilidad de excedencia del 5% es que, estadísticamente, el caudal es mayor solo una vez cada 20 años, el de 10% una vez cada 10 años, el de 20% una vez cada 5 años, el de 85% quince veces cada 16 años y la de 95% diecisiete veces cada 18 años. Dicho de otra forma, el 5% es el caudal de años extremadamente lluviosos, el 95% es el caudal de años extremadamente secos. De la estación de las crecidas puede deducirse si el caudal depende de las lluvias (mayo-julio) o del derretimiento de las nieves (septiembre-enero).

## Historia
En las Termas del Flaco hay signos paleontológicos, como un conjunto de huelllas de dinosaurios, que los estudios han caracterizado como una "pista" en la que dejaron impresiones de su paso un par de docenas de estos animales en el Titoniense-Jurásico Superior. Hoy las huellas se encuentran en paredes verticales producto del plegamiento del terreno asociado a la formación Baños del Flaco, pero originalmente estuvieron en la ribera de un mar interior, marcada por la presencia de una barrera de coral, cuyos restos fósiles también son visibles en el área. En la zona restos algo más recientes han permitido definir el hábitat de pradera de mamíferos (comparable a la sabana africana) más antiguo que se conoce. Estos hallazgos han dado pie a la definición del Tinguiririquense como un periodo definido de la fauna de Sudamérica. 
Francisco Solano Asta-Buruaga y Cienfuegos escribió en 1899 en su obra póstuma Diccionario Geográfico de la República de Chile sobre el río:
Tinguiririca.-—Río de más que mediano caudal que riega el departamento de San Fernando. Tiene origen en los flancos del sur del macizo nevado Alto de los Mineros situado en medio de los Andes al ángulo nordeste de dicho departamento y al NE. del volcán de su título. Corre hacia el SO. con la denominación de río del Portillo, nombre que toma primeramente porque por allí cerca de su cabecera se abre un paso ó boquete al través de los mismos Andes, siguiendo luego con el de su título desde su reunión con sus afluentes más superiores. De allí continúa al O. más ó menos, acercándose al riachuelo de Talcarehue y á la ciudad de San Fernando, que deja próximos al N., y luego después de pasar junto á Nancagua tuerce al NO. por largo espacio y va á confluir con el Cachapual y formar el Rapel al cabo de un curso de 150 kilómetros desde sus fuentes. Es de moderada carrera desde San Fernando á su confluencia, pero de allí á su origen su rapidez aumenta en notable proporción, siendo en la mitad superior de esta sección sus riberas generalmente altas y ceñidas de sierras, y en casi toda la parte inferior bajas y extendidas en feraces campos regados por abundantes canales que surten sus mismas aguas, ordinariamente blanquizcas por una especie de arcilla que envuelven. Hacia su cabecera se encuentran unos notables baños termales de su título. Recibe varias pequeñas corrientes de agua y otras de poco más caudal como el riachuelo de los Yuyos, el del Azufre, los denominados Río Claro, uno por cada margen, el río de Chimbarongo, el riachuelo de San José de Colchagua &c. El nombre, dicho al principio de la conquista Tentererica y Tintililica, proviene de thinthi, crespo, de lil, piedras grandes ó peñas, y de ica, partícula de plural, y equivale á peñas revueltas, escabrosas.
Otra interpretación es que su nombre proviene del mapudungún, asignándosele la etimología "zorro joven entumecido y vacilante" o "zorro de tembloroso andar por tener clavada una astilla". Probablemente de trün/amun "vacilante al andar" o de trintrün "trémulo", "temblar", de ngürü "zorro" y de rikan, "helarse", o de rükafün "clavarse los pies con astillas".